# Panera Bread

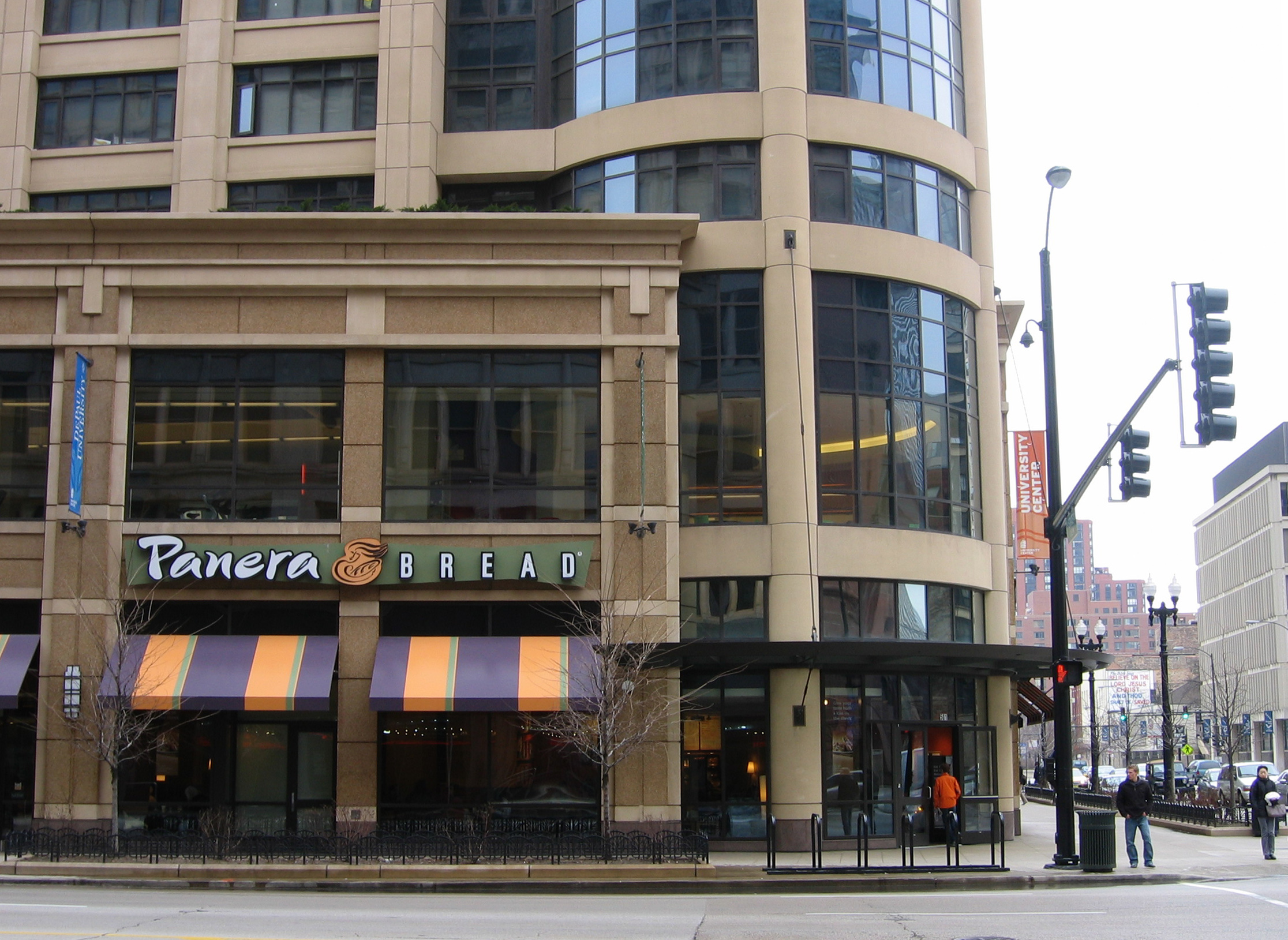
Panera Bread à Chicago.

Panera Bread est une chaîne américaine de boulangeries et de cafés présente aux États-Unis et au Canada.
Elle opère aussi sous le nom de Saint Louis Bread Company autour de Saint-Louis. En 2014, la chaîne compte plus de 1 800 points de vente.
Panera Bread est détenue par la famille Reimann via JAB Holding.

## Histoire
Saint Louis Bread a été fondée par Ken Rosenthal en 1987 quand il a ouvert une boulangerie à Kirkwood, Missouri. 
En avril 2017, JAB Holding annonce l'acquisition de Panera Bread pour 7,2 milliards de dollars. 